# Solenozophyllum tauricornus
Solenozophyllum tauricornus är en mångfotingart som beskrevs av Carl Graf Attems 1953. Solenozophyllum tauricornus ingår i släktet Solenozophyllum och familjen Odontopygidae. Inga underarter finns listade i Catalogue of Life.